# 臺北聯合大學系統
臺北聯合大學系統（University System of Taipei，USTP），又稱作北聯大、北聯大系統、臺北聯大，由國立臺北科技大學、國立臺北大學、臺北醫學大學在2011年成立的大學系統，國立臺灣海洋大學於2014年加入。系統成員皆是位於大臺北都會區且學門互異的大學。

## 沿革
國立臺北大學、國立臺北科技大學、臺北醫學大學三所專業型大學於2009年倡議共組的臺灣第二個大學系統。考量地理位置與優勢互補，北醫、北科、北大三校於2009年5月決議創立臺北聯合大學系統，以組成高等教育策略結盟為目標。2011年2月經教育部核准成立，國立臺灣海洋大學於2014年加入。四校擅長領域異質性高、互補性強，如北醫特有的醫學、藥學、生技、營養；北大知名的法學、商學、人文社會科學；而北科則以工程學、建築學、設計學見長，海大獨特的海事、航運、食品科學、養殖、生科、海洋科學。四校除了在合聘教師、相互承認學分、舉辦聯合招生、校際轉系、研究合作、跨校雙主修、雙學程、雙學位、輔系、跨校研究所、跨校研究中心、共享圖書資源及圖書流通等項目展開合作計畫；在校務方面，並望能借重各校專長推動「四聯學程」。

### 難題
不同於2002年成立的國內第一所大學系統臺灣聯合大學系統（臺聯大），北聯大在招生、轉學生及研究所的入學考試並未如臺聯大的聯合招生制度來的有效率及效果與決策上的一致性。北聯大成立初期只是形式上而沒能實質上的資源統籌與策略上的併合。北聯大計劃就教務、學務、總務、研發、國際事務、資訊、圖書七面向，積極整合三校的行政、教學、研究資源基礎，擴增整體能量，進而追求三校學術的卓越發展，並能在2020年以前進入世界200大名校之列，使臺北聯合大學得以從國內一流大學系統，躍居「世界頂尖大學」之林。北聯大系統已於2012年開放北大、北科、北醫三校之間相互雙主修或是輔系。108學年開放交換生申請(待跨校交換生有一定成果後，會繼續研議系統內部轉系），並開放學生相互修學分學程及微學程。

### 大事紀
2011年5月26日，第一次系統委員會議在國立臺北大學召開，積極推動跨校輔系、雙主修、雙學位、學分學程、短期交換學生，並規劃跨校、跨系統體育競賽。
2011年6月20日，臺北聯合大學系統和泰國宋卡王子大學簽署學術合作備忘錄，未來四校將在工業技術、創新研發設計、醫學藥理、法政財經等領域進行學術交流合作，進行學生及教授交換，雙方未來朝合作雙聯學位計畫邁進。
2011年10月13日，臺北聯合大學系統委員會第二次會議。推選國立臺北大學薛富井校長繼任系統校長。
2012年1月4日，臺北聯合大學系統委員會第三次會議。推選臺北醫學大學閻雲校長繼任系統校長。
2014年1月，國立臺灣海洋大學加入臺北聯合大學系統。

## 大學排名
| 機構             | 2020 世界大學學術排名 | 2022 QS世界大學排名 | 2021 泰晤士高等教育世界大學排名 | 2021 美國新聞與世界報導 | 2021 QS亞洲大學排名 | 2021 泰晤士高等教育亞洲大學排名 | 2021 泰晤士高等教育新興經濟體大學排名 |
| ---------------- | --------------------- | ------------------- | ------------------------------- | ----------------------- | ------------------- | ------------------------------- | ------------------------------------- |
| 臺北醫學大學     | 601-700               | 407                 | 301-350                         | 888                     | 90                  | 30                              | 20                                    |
| 國立臺北科技大學 | 榜外                  | 469                 | 801-1000                        | 1163                    | 88                  | 201-250                         | 169                                   |
| 國立臺灣海洋大學 | 榜外                  | 榜外                | 1001+                           | 1396                    | 237                 | 301-350                         | 301-350                               |
| 國立臺北大學     | 榜外                  | 榜外                | 1001+                           | 榜外                    | 301-350             | 351-400                         | 401-500                               |

## 交流暨共享
臺北聯合大學系統著力於資源共享、需求互補、業務合作、爭取發展空間等目標：
- 增加授課與選修課程：擴大跨校課程互選，如通識課程互選，不另收取學分費。

- 擴大交流並紓緩宿舍不足問題：擴大體育、社團活動之交流，運動會三校輪流承辦；辦理學生社團聯展及導師工作研習營，北科並有部分學生借用北大位於合江街宿舍。

- 交通、網路、場地及學人宿舍服務：各校場地均可依管理規則辦理借用；串接三校網路並建置網路電話；付費使用各校學人宿舍；提供師生校區間交通接駁服務。

- 跨校跨領域服務共享及人才庫等合作平台：目前臺北科技大學與臺北醫學大學學術合作，專題研究計畫計有16項，由32位教授共同主持；三校論文發表除附註校名，並加註USTP（University System of Taipei）臺北聯合大學。

- 整合校務資訊系統，以滿足教學與管理需要：配合選課、開課、學務等管理需求，串接資料庫，提供系統嚴謹設計；跨校辦理遠距教學、視訊課程，北大與北醫擇期測試同步教學；共同建置網路電話、聯大系統網站、校園網路漫遊；臺北醫學大學提供健康管理系統作為其他兩校師生健康管理之用。

- 共享圖書資源：2009年11月1日起可自由刷卡進入各校圖書館，2010年6月1日起可憑證借閱書籍；聯合訂購電子資源。

## 外部連結
- 臺北聯合大學系統
- 國立臺北大學 （页面存档备份，存于）
- 臺北醫學大學
- 國立臺北科技大學 （页面存档备份，存于）
- 國立臺灣海洋大學 （页面存档备份，存于）